# Астрономическая обсерватория Триеста
Астрономическая обсерватория Триеста — астрономическая обсерватория, основанная в 1753 году в городе Триест, Италия.

## Руководители обсерватории
- 1919—1932 — Луиджи Карнера
- 1964—1987 — Хак, Маргерита
- с 2005 г — Стефано Кристиани[англ.]

## История обсерватории
Обсерватория была основана при Морской школе австрийской императрицей Марией Терезой в 1753 году. В 1923 году Астрономическая обсерватория Триеста вошла в состав итальянских астрономических обсерваторий и сейчас входит в состав Национального института астрофизики.

## Направления исследований
- Внегалактическая астрономия
- Космология
- Звездная физика
- Межзвездное пространство
- Млечный путь
- Физика Солнца и Солнечной системы
- Астрофизика высоких энергий (сверхновые, гамма-всплески)

## Основные достижения
Принимает участие в проектах:
- Very Large Telescope
- Большой бинокулярный телескоп
- Планк (космическая обсерватория)
- Европейский чрезвычайно большой телескоп